# 尼波羅國
尼波羅國（羅馬化：Licchavī vanśa，直譯“離車毗王朝”）是尼泊尔第一个有明文记錄王朝，從約公元400年存續至750年，由離車族（Licchavi）建立，主要势力範圍是加德滿都谷地一帶。傳說这个王国的統治族群本来在比哈尔一地，因失勢而遷移至此，征服了土著克拉底人，建立了尼泊爾歷史上第一个印度教王国。但無任何族群和歷史上的確切證據，將他們聯繫於佛經中常提到的毘舍離離車族。

## 歷史記載
《根本說一切有部毘奈耶雜事》記載毘琉璃王誅滅劫比羅國釋迦族時，城中部份人脫逃至此：
|  | 諸釋種於過去時。不同業者出城而去。或往末羅國。或往泥波羅。或往其餘聚落城邑。 |

《大唐西域記》記載： 
|  | 尼波羅國。周四千餘里。在雪山中。國大都城周二十餘里。山川連屬。宜穀稼多花菓。出赤銅、犛牛、命命鳥。貨用赤銅錢。氣序寒烈。風俗險詖。人性剛獷。信義輕薄。無學藝。有工巧。形貌醜弊。邪正兼信。伽藍天祠。接堵連隅。僧徒二千餘人。大小二乘。兼功綜習。外道異學。其數不詳。王剎帝利。栗呫婆種也。志學清高。純信佛法。近代有王號鴦輸伐摩(唐言光胄)。碩學聰叡。自製聲明論。重學敬德。遐邇著聞。都城東南有小水池。以人火投之。水即焰起。更投餘物。亦變為火。 |

## 政府
这个王朝由各地土邦大君统治，他们也要支持国王，当时有一种二个国王一起统治的制度，说是聽意见与尊重老人。

## 文化
这国家国王多数信仰湿婆派，也有毗湿奴派。佛教仍生存，但已衰退，商羯罗来到后受打击更大。